# 岡田彩花
岡田 彩花（おかだ あやか、1993年（平成5年）11月8日 - ）は、日本の女優、タレント。東京都出身。シグマ・セブングループのシグマ・セブンフェイス所属。

## 略歴
2014年11月、ミス成蹊コンテストにてグランプリを受賞。同年12月、芸能事務所スペースクラフトへ所属。キャンパスクイーン1期生として芸能活動開始。
2015年3月、ミスオブミスコンテストにてアナトレ賞を獲得。
2015年9月28日にポストロックバンドである「意識のないクランケ」にボーカルとして正式加入。
その後、歌詞やジャケットの絵などの担当もしている。
2016年3月、成蹊大学経済学部経済経営学科を卒業。
2019年2月28日、スペースクラフトを退所。
2019年4月1日、シグマ・セブングループのシグマ・セブンフェイスに所属。

## 出演

### 映画
- 密殺! THE MISSATSU ROAD TO THE HELL（2022年6月劇場公開、坂東聖監督） - 夜叉組副頭領・影夜叉/沖村遼子 役（主演）[8]
- 龍帝外伝《最終章》（2023年4月劇場公開、市原剛監督） - 新宿歌舞伎町警察署捜査課刑事・北条綾香 役（主演）[9]
- 密殺! II THE MISSATSU 激闘篇（2023年4月劇場公開、坂東聖監督） - 沖村遼子 役[8]

### テレビドラマ
- 何かおかしい 第6話（2022年7月6日、テレビ東京） - 岡田 役

### テレビ
- 紺野、今から踊るってよ（2015年5月18日、テレビ東京） - 曲：チョコレートディスコ/Perfume  場所：講堂/成蹊大学
- 素敵なスマートライフ（2015年6月 - 12月、BSフジ） - レポーター出演
- アリよりのアリ（2015年11月26日 - 12月17日、TBS）
- 紺野、日本の絶景で踊るってよ（2015年12月17日・12月26日・2016年1月28日、テレビ東京） - 曲：浪漫飛行/HALCALI  場所：大覚寺/京都
- 焼肉女子会＆MORE（2016年1月31日、BS-TBS） - ドラマ「プレゼント・ハラスメント！」麻宮まみ役
- ニッポンの今がわかる！選択クイズ無限大（2016年2月19日、フジテレビ ）　- 出題VTR出演
- VS女子大生〜バトルする女たち〜（2016年8月15日 - 2017年3月18日、AbemaTV） - MC
- 有田ジェネレーション（2016年11月9日 - 11月30日、TBS） - 審査員
- にじいろジーン（2016年12月10日、フジテレビ系列）  - ハッピーふるさとりっぷ出演  場所：草津温泉

### 広告
- セブンイレブン「ドーナツ」篇（2015年9月30日 - ）
- エスビー食品「香りある毎日」篇（2015年10月31日 - ）
- ブリヂストンサイクル BRIDGESTONE GREEN LABEL「折りたたみ自転車」（2015年10月31日 - ）
- レッツエンジョイ東京「TOKYO TREND RANKING」7月号・8月号（2016年6月25日 - 8月24日、東京メトロ内 ポスター・フリーペーパー・車内吊り） - モデル出演
- サンシャイン水族館「スイゾク感」動画（2016年7月23日 - 、サンシャインシティ） - 出演
- モンスターストライク「チーム」篇（2016年9月1日、テレビ朝日サッカー中継「2018FIFAワールドカップロシアアジア最終予選」ハーフタイム） - 彼女役
- 日本マクドナルド
  - 「怪盗ナゲッツゲーム 女子大生」篇（2016年12月6日 - ）
  - Webムービー「マックの裏メニュー2 お問い合わせ 朝の裏メニュー」篇（2017年5月8日 - ） - お客様サービス室オペレーター役
  - 「ハッピーセット リカちゃん」篇 第1弾（2018年11月16日 - 29日）- クルー 役
  - 「ハッピーセット リカちゃん」篇 第2弾（2018年11月30日 - 12月20日）- 花嫁 役
- セゾン自動車火災保険 おとなの自動保険「24時間安心」篇（2018年7月31日 - ） - オペレーター役
- アサヒビール「アサヒ ドライゼロスパーク DRY ZERO SPARK 飲みたい瞬間 篇」（2019年2月26日 - ）
- ネッツトヨタ湘南「トヨタ・RAV4」プロモーションビデオ（2019年5月） ※安藤咲良と共演

### ラジオ
- DREAM CARAVAN（2016年3月29日 - 、NACK5 GOGOMONZ内） - レポーター
- What's JOGIN（2016年7月2日 - 2017年9月30日、FM FUJI） - キャンパスクイーン放送部 レギュラーアシスタント
- PLEASE JOGIN（2017年10月7日 - 2018年10月27日） - キャンパスクイーン放送部 レギュラーアシスタント
- A&Gリクエストアワー 阿澄佳奈のキミまち!（2017年4月9日 - 2019年3月31日、文化放送） - 中継レポーター[10]
- ネッツトヨタ湘南 presents SHONAN JOYFUL DRIVE（2019年4月7日 - 2020年4月26日、FMヨコハマ Lucky Me内） - リポーター[11]
- オレたちゴチャ・まぜっ!〜集まれヤンヤン〜（2019年4月21日 - 2020年4月18日、MBSラジオ） - ヤンヤンガールズ11期生[12]
- トヨタモビリティ神奈川 presents KANAGAWA SUNDAY TRIP（2020年5月3日 - 2022年4月4日、FMヨコハマ Sunday Good Vibes!!内） - リポーター[13]

### WEB
- 週刊ジョージア
  - 男の流行りモン講座 - ミスキャンパス特集（2015年6月12日）
- デジタル写真集「キャンパスクイーンコレクション—（撮影・根本好伸、編・文藝春秋電子編集部）
  - あの大学の、気になるあの子たち—　（2015年10月29日）
  - 晴れ着スペシャル（2016年1月29日）
- きものやまと ECサイト「浴衣屋さん.com」（2018年4月） - モデル出演
- ホンダアクセス「ドライブレコーダー リア用」 - 出演
- 東京メトロ・ぐるなび 共同運営サイト「Let's ENJOY TOKYO」 - モデル出演

### 雑誌
- WARP MAGAZINE 11月号・12月号（2015年9月24日・2015年10月24日発売）  - WHO'S THE NEXT?
- 自転車日和（2015年10月31日発売、BRIDGESTONE）  - モデル
- 東京カレンダー（2015年12月21日発売）

### 新聞
- 気になるあの娘（2015年5月5日、サンケイスポーツ ）
- キャンパスクイーンの本当にあったグッとくる話（2016年2月26日・2016年6月17日、日刊ゲンダイ）
- キャンパスクイーンのスカッとした話（2016年8月5日、日刊ゲンダイ）

### 舞台
- SHIT AND LOBSTER（2018年1月10日 - 14日、吉祥寺シアター） - 陽子 役[14]
- あ！デンジャーズ!?（2019年2月12日 - 17日、geki地下Liberty） - 恵 役[15]
- 教室（2019年3月29日 - 4月19日、三栄町 LIVE STAGE）
- あの鐘を鳴らすのはあなた（2019年6月5日 - 9日、萬劇場） - ナオミ 役[16]
- 織姫と彦星〜宇宙の彼方から御用改めでござる！〜（2019年8月20日、なかのZERO大ホール） -  主演 西郷菊/織姫 役[17]
- 嘘つき（2019年9月12日 - 15日、キンケロ・シアター） - ミナコ 役
- Flip side（2020年3月11日 - 15日、geki地下Liberty） - 高月楓 役[18]
- the Selected World（2020年11月18日 - 11月23日、萬劇場）[19]
- ていくあぶれいく（2021年4月24日 - 5月8日、TAKUJIクリエイト内アトリエスタジオ）[20]
- セーブポイントからもう一度（2021年5月12日 - 5月16日、シアターKASSAI）[21]
- 艶姿純情BOY（2021年7月3日 - 4日、中目黒TRY） - 茜屋純 役[22]
- the Circulation ACT（2021年7月14日 - ８月１日、中野 テアトルBONBON）[23]
- (音楽朗読劇)ボクと7通の手紙（2021年10月1日 - 3日、秋葉原ハンドレッドスクウエア倶楽部）[24]
- 安達健太郎と役者が漫才とトークするLIVE（2021年10月24日、新宿シアター･ミラクル）[25]
- 権現の剣（2021年11月19日 - 21日、中目黒TRY）[26]
- (配信)退職届代筆します(2021)
- The・グレイト・タイムショー（2021年12月17日 - 19日、中目黒TRY）[27]
- 令和版　だめんずウォーカー2022（2022年3月30日 - 4月3日、上野ストアハウス）[28]
- 五島くんの花嫁（2022年1月22日、中目黒TRY）[29]
- (朗読劇)電車を止めるな！アナザーストーリー（2022年3月30日 - 4月3日、上野ストアハウス）[30]
- (配信)朝凪四重奏＆MYSTIFISM（2022年）
- サタデーナイトスペシャル（2022年10月5日 - 9日、六行会ホール）[31]
- TRIANGLE（2022年11月30日 - 12月4日、溝ノ口劇場）[32]
- ゴーストシスターズ（2023年2月8日 - 12日、シアターKASSAI）[33]
- フタリヨガリ(2023年)
- 空き家のニジマス（2023年2月23日 - 26日、池袋西口GEKIBA）[34]
- RAIKA（2023年5月25日 - 28日、こくみん共済coopホール（全労済ホール）/スペース・ゼロ)[35][36]
- 貝殻つなぎ（2023年6月23日 - 25日、吉祥寺シアター）[37]
- 在りし日、学舎（2023年8月31日 - 9月3日、萬劇場)[38]
- VAGUENIGMA -1954- 祀木刑事の捜査ファイル【心餓】（2023年10月19日 - 29日、上野ストアハウス）[39]
- BRIDGE!!（2024年1月17日 - 21日、赤坂RED/THEATER）[40]
- ありのままに生きろ。今（2024年4月5日 - 5月2日、ABCホール 他） - 西野奈々佳 役[41]
- 桃太郎 〜芥川龍之介ver.〜（2024年6月12日 - 16日、六行会ホール）[42]
- 『里のバッキャロー!!』〜ある男の千葉の鴨川で生き切った物語〜（2024年10月30日 - 11月5日、シアターグリーン BOX in BOX THEATER）[43]